# Laša Talachadze
Laša Talachadze (gruzínsky ლაშა ტალახაძე, * 2. října 1993 Sačchere) je gruzínský vzpěrač, soutěžící v supertěžké váze, držitel světového a zároveň i olympijského rekordu ve dvojboji výkonem 488 kg , který zapsal na Letních olympijských hrách 2020 v Tokiu.

## Kariéra
Na mistrovství Evropy juniorů ve vzpírání vyhrál v roce 2011 a byl třetí v roce 2012, je rovněž vítězem mistrovství světa juniorů ve vzpírání 2013. V tomto roce byl na dva roky distancován za užívání dopingu, po návratu vyhrál mistrovství světa ve vzpírání 2015 (původně skončil na druhém místě, ale vítězný Alexej Lovčev z Ruska byl diskvalifikován) a titul obhájil v roce 2017. Získal zlatou medaili ve váze nad 105 kilogramů na olympiádě 2016 v Rio de Janeiro, je také čtyřnásobným mistrem Evropy z let 2016, 2017 a 2018, 2019. Byl zvolen gruzínským sportovcem roku 2016 a 2017.
V podstatě je možné považovat tohoto vzpěrače za nejsilnějšího člověka současnosti.

## Osobní rekordy
Trh: 225 kg
Nadhoz: 267 kg
Dvojboj: 492 kg

## Vyznamenání
- Prezidentský řád znamenitosti – Gruzie, 2016[7]